# Attilio Demaría
Atilio José Demaría zkráceně jen Attilio Demaría (19. března 1909, Buenos Aires, Argentina – 11. listopadu 1990, Haedo, Argentina), byl italsko-argentinský fotbalista, který ve svém životě reprezentoval dvě země, Argentinu i Itálii. Hrával na pozici útočníka. Byl i fotbalovým trenérem.
Fotbalovou kariéru začal v rodné zemi Argentině. V létě 1931 přestoupil do Ambrosiana-Interu se spoluhráčem Scaronem. Debutoval 20. září 1931. Velmi si dobře rozuměl se spoluhráčem Meazzou. Po sezóně 1935/36 s opustil Itálii a vrátil se do vlasti. V roce 1936 hrál za Independiente. K Nerazzurri se vrátil v roce 1938. Vyhrál s ní domácí pohár a v sezoně 1939/40 i titul. S Ambrosiana-Inter odehrál celkem 295 utkání (268 v lize, 17 v evropských pohárech a 10 v Italském poháru) a vstřelil 86 branek (76 v lize, 8 v evropských pohárech a 2 v Italském poháru). Poté hrál v Novaře, Legnanu a fotbalovou kariéru zakončil Cosenze.
Reprezentoval dvě země, Argentinu i Itálii, což FIFA tehdy ještě umožňovala. V dresu argentinské reprezentace nastoupil třikrát, a to na MS 1930, kde získal stříbrnou medaili. S italskou reprezentací vyhrál MS 1934. Celkem za italský národní tým odehrál 13 utkání a vstřelil 3 góly.
Jeho mladší bratr Félix Demaría byl rovněž fotbalistou a hráčem Ambrosiana-Inter.

## Hráčská statistika
| Sezóna                      | Klub                        | Liga                        | Liga   | Liga | Ligové poháry | Ligové poháry | Ligové poháry | Kontinentální poháry | Kontinentální poháry | Kontinentální poháry | Celkem | Celkem |
| Sezóna                      | Klub                        | Soutěž                      | Zápasy | Góly | Soutěž        | Zápasy        | Góly          | Soutěž               | Zápasy               | Góly                 | Zápasy | Góly   |
| --------------------------- | --------------------------- | --------------------------- | ------ | ---- | ------------- | ------------- | ------------- | -------------------- | -------------------- | -------------------- | ------ | ------ |
| 1931/32                     | Ambrosiana-Inter            | Serie A                     | 32     | 8    | -             | 0             | 0             | -                    | 0                    | 0                    | 32     | 8      |
| 1932/33                     | Ambrosiana-Inter            | Serie A                     | 30     | 13   | -             | 0             | 0             | Stř.P                | 6                    | 4                    | 36     | 17     |
| 1933/34                     | Ambrosiana-Inter            | Serie A                     | 34     | 12   | -             | 0             | 0             | Stř.P                | 2                    | 0                    | 36     | 12     |
| 1934/35                     | Ambrosiana-Inter            | Serie A                     | 30     | 10   | -             | 0             | 0             | Stř.P                | 2                    | 1                    | 32     | 11     |
| 1935/36                     | Ambrosiana-Inter            | Serie A                     | 29     | 7    | IP            | 2             | 1             | Stř.P                | 5                    | 2                    | 36     | 10     |
| 1938/39                     | Ambrosiana-Inter            | Serie A                     | 23     | 3    | IP            | 4             | 0             | -                    | 0                    | 0                    | 27     | 3      |
| 1939/40                     | Ambrosiana-Inter            | Serie A                     | 27     | 1    | IP            | 1             | 0             | Stř.P                | 2                    | 1                    | 32     | 13     |
| 1940/41                     | Ambrosiana-Inter            | Serie A                     | 29     | 6    | IP            | 1             | 0             | -                    | 0                    | 0                    | 30     | 6      |
| 1941/42                     | Ambrosiana-Inter            | Serie A                     | 22     | 3    | IP            | 1             | 1             | -                    | 0                    | 0                    | 23     | 4      |
| 1942/43                     | Ambrosiana-Inter            | Serie A                     | 10     | 2    | IP            | 1             | 0             | -                    | 0                    | 0                    | 11     | 2      |
| Celkově za Ambrosiana-Inter | Celkově za Ambrosiana-Inter | Celkově za Ambrosiana-Inter | 268    | 76   | -             | 10            | 2             | -                    | 17                   | 8                    | 295    | 86     |

## Hráčské úspěchy

### Klubové
- 1× vítěz italské ligy (1939/40)
- 1× vítěz italského poháru (1938/39)

### Reprezentační
- 2x na MS (1930 - stříbro, 1934 - zlato)
- 1x na MP (1933-1935 - zlato)